# Câmara de Comércio e Indústria Franco-Portuguesa
A Câmara de Comércio e Industria Franco-portuguesa (CCIFP) (nome antigo: Associação para o Desenvolvimento das Relações Económicas França/Portugal) é uma instituição de direito francês fundada em 2006 que procura desenvolver e promover os intercâmbios comerciais entre a França e Portugal, trazendo, aos empresários interessados em exportar num desses mercados, uma plataforma de serviços úteis e uma informação adequada conforme as suas necessidades.
Esta instituição foi criada no âmbito de enquadrar empresários e particulares, de forma a que qualquer um deles pudesse alargar o seu raio de acção, providenciando um acompanhamento de forma activa.
Para conseguir esse apoio, um grande número de serviços encontra-se à disposição dos membros e não membros e várias acções (salões, seminários, etc.) são organizadas pela CCIFP.
A actividade da CCIFP, como a de todas as Câmaras de Comércio, torna-se possível através dum financiamento dos membros que pagam uma quotização anual de acordo com o tipo de membro que são (valor acordado através do Volume de Negócios) e através dos serviços pagos para as empresas que não sejam membros. Esse apoio financeiro é primordial para aumentar o raio de acção. Neste momento, é crucial a prospecção de novos membros franceses ou portugueses para aumentar a notoriedade e a força da Câmara.
A grande comunidade luso-descendente existente em França, composta entre outros, por empresários, permitiu dar uma dinâmica essencial no início da actividade da CCIFP. No entanto, o papel da Câmara deve estender-se a outras sociedades para que esta possa adquirir uma dimensão mais alargada. Deste modo, é importante determinar quais as empresas onde a CCIFP pode desempenhar uma acção profícua e interessante para os empresários e desenvolver a sua actividade de maneira contínua.
A CCIFP impõe-se no cerne das empresas francesas e portuguesas com vontade de exportar e alargar os negócios dos seus membros, entre os quais podemos encontrar as principais empresas portuguesas que desenvolvem negócios em França e vice-versa.
O reconhecimento pelo Governo português do seu status de utilidade pública desde 7 de março de 2019 dá à CCIFP legitimidade para trabalhar mais profundamente no apoio às empresas em cooperação com outras organizações estatais e institucionais portuguesas, integrando a Rede das Câmaras pelo Comércio Português.
Atualmente, a Câmara de Comércio Franco-Portuguesa federa uma rede de membros, parceiros económicos e institucionais, empresas francesas e portuguesas de todos os sectores, desde empresas muito pequenas a multinacionais.

## Objetivo
Promover negócios entre Portugal e França, ajudando empresas no comércio bilateral a aceder aos serviços, conselhos e contatos adaptados às suas necessidades.

## Formas de atuação
A Camara de Comercio e Industria Franco-Portuguesa trabalha em conjunto com as empresas criando missões de negocio coletivo, direcionadas a empresas portuguesas e francesas que pretendem conhecer atores económicos, setor de atividades, entre outros, para estudar a possibilidade de exportação, investimento ou implementação de negócios. A CCIFP encontra também e identifica fornecedores em Portugal de forma a apoiar as empresas a internacionalizar o seu negocio, dispondo também um serviço de bolsa de oportunidades em que as empresas  promovem os seus negócios, através da sua rede de empresas membros e parceiros. A CCIFP também aposta na modernização e publicita nas suas redes as oportunidades de negócios dos mercados franceses e portugueses. É também motor para oportunidades de procura de emprego das empresas membros.

### Atelier
A CCIFP promove, entre os seus Eventos, um atelier informativo e especializado, sobre a Criação de Empresas em Portugal Continental.
Este Atelier conta com a participação de especialistas advogados em direito português, contabilistas e bancários de instituições de renome, de forma a ajudar os interessados em terem o know-how para abertura de uma empresa. Todos os processos relevantes para abertura de empresas, passos, leis são apresentadas e discutidas entre os participantes. Este Evento promove a sinergia entre empresários portugueses e franceses. 

### Pequeno Almoço-Debate
A Câmara de Comércio e Indústria Franco-Portuguesa organiza, um pequeno- almoço debate,  onde conta com a presença de ilustres empresários portugueses em França, membros da Câmara de Comércio e Indústria Franco-Portuguesa e possíveis interessados, para uma agradável conversa com uma marcante personalidade portuguesa – seja de caracter politico, economico, cultural - onde se pretendem dar foco a assuntos de interesse geral e fomentar a sinergia entre empresários portugueses e franceses.

### Parceiro do Salão Imobiliário
A Câmara de Comércio Franco Portuguesa em Paris é uma vez mais parceira no Salão do Imobiliário e do Turismo Português de Paris, que se irá realizar em Setembro de 2022, em Porte de Versailles. Sendo esta a 9ª edição, de uma parceria histórica, é apresentado ao público francês as oportunidades e vantagens de Portugal na área do turismo e do imobiliário. Durante três dias, a feira irá acolher cerca de 150 expositores e mais de 40 conferências dedicadas à descoberta de Portugal. 